# آن ماري لاغرانج
آن ماري لاغرانج (بالفرنسية: Anne-Marie Lagrange)‏ هي عالمة فلك فرنسية، ولدت في 12 مارس 1962 في رون ألب في فرنسا.